# Zdena Blašková
Zdena Blašková (* 13. února 2001) je česká stolní tenistka, mistryně ČR 2023, vicemistryně světa ve čtyřhře 2015[zdroj⁠?!], bronzová medailistka na ME ve dvouhře kadetek 2016 a několikanásobná mistryně České republiky ve všech mládežnických kategoriích. Od sezóny 2016/2017 do sezóny 2022/2023 působila  v extraligovém týmu SK Dobré, odsud přestoupila do HB Ostrov Havlíčkův Brod,  a na svůj poměrně mladý věk si v nejvyšší české soutěži vede velmi obstojně.
Na světovém žebříčku ITTF pro dvouhru v kategorii U18 obsazuje 18. místo (k červnu 2018).

## Sportovní kariéra
Ke stolnímu tenisu ji přivedl otec a spolu se svou starší sestrou Dagmar započaly kariéru v jihočeských Volarech pod jeho křídly. Později se jí ujal Michal Vávra v Prachaticích, kde chodila do stolně tenisového kroužku. Dalšími významnými jmény, které jí dopomohly na její aktuální český i světový post na žebříčcích jsou: Josef Dvořáček, Jaroslav Kunz a i legenda československého stolního tenisu, Marie Hrachová.
Poslední roky je pod vedením reprezentačního trenéra Tomáše Vrňáka, se kterým spolupracuje v Praze v republikovém středisku SK DDM Kotlářky EN Prahy.
Již v nejmladší kategorii expandovala svým útočným stylem a bez větších obtíží porážela své stejně staré popřípadě i starší soupeřky a celou cestu v mládeži sbírala jeden mistrovský titul za druhým. Od roku 2012 nenašla ve svých kategoriích přemožitelky a také vlastní již několik titulů z kategorie juniorek do 21 let.
Na svém kontě má nepochybně i mnoho úspěchů, vítězství i celkových výher na světové scéně.